# アンチクライマー
アンチクライマー(Anti Climber)とは、鉄道車両の前面または連結面の下部に取り付けられている、3枚から4枚程度の板を櫛桁状に並べた構造物。

## 概説

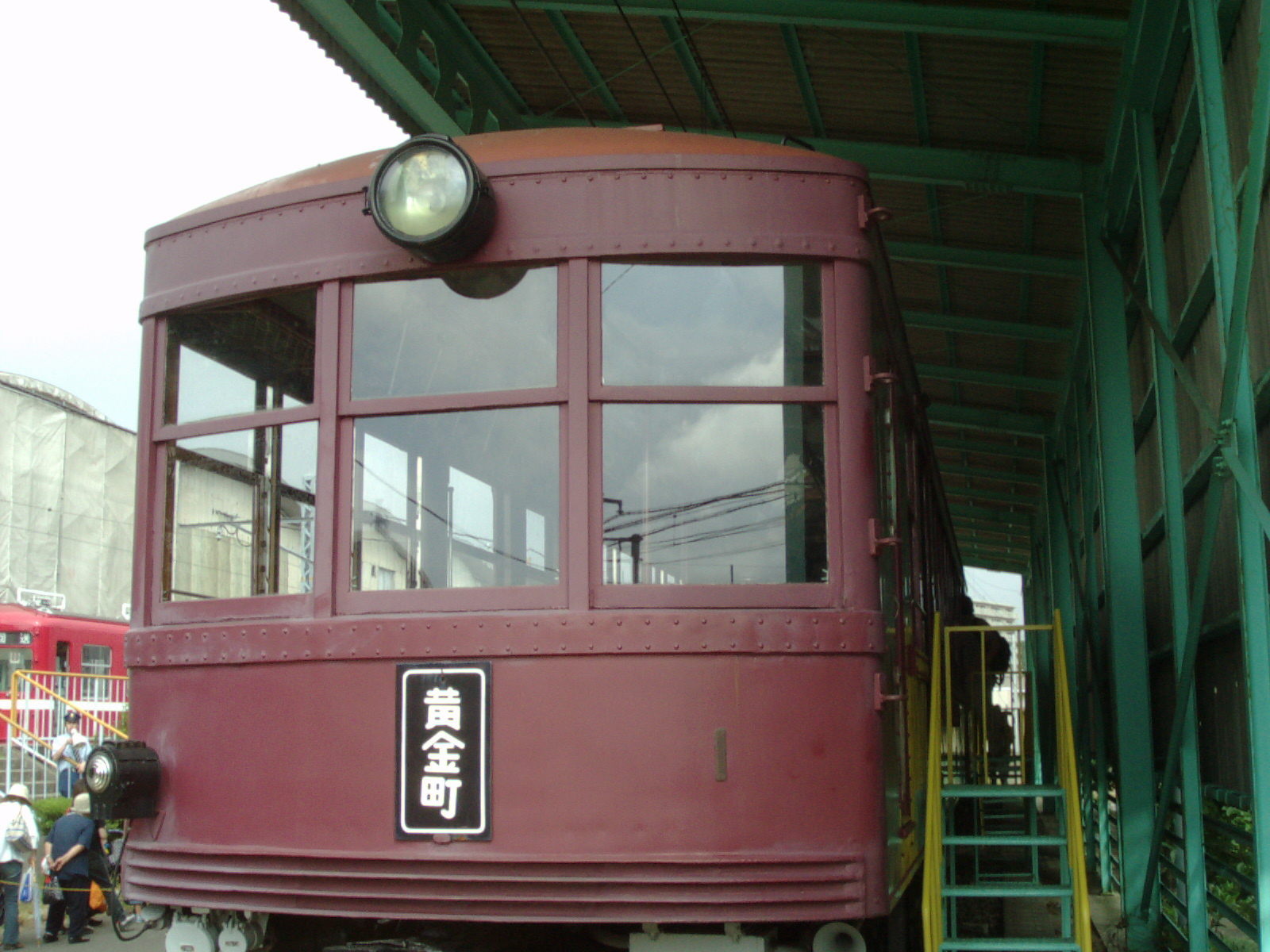
湘南電気鉄道デ1形電車
車体下部に写っている重ねた板状の物体がアンチクライマー

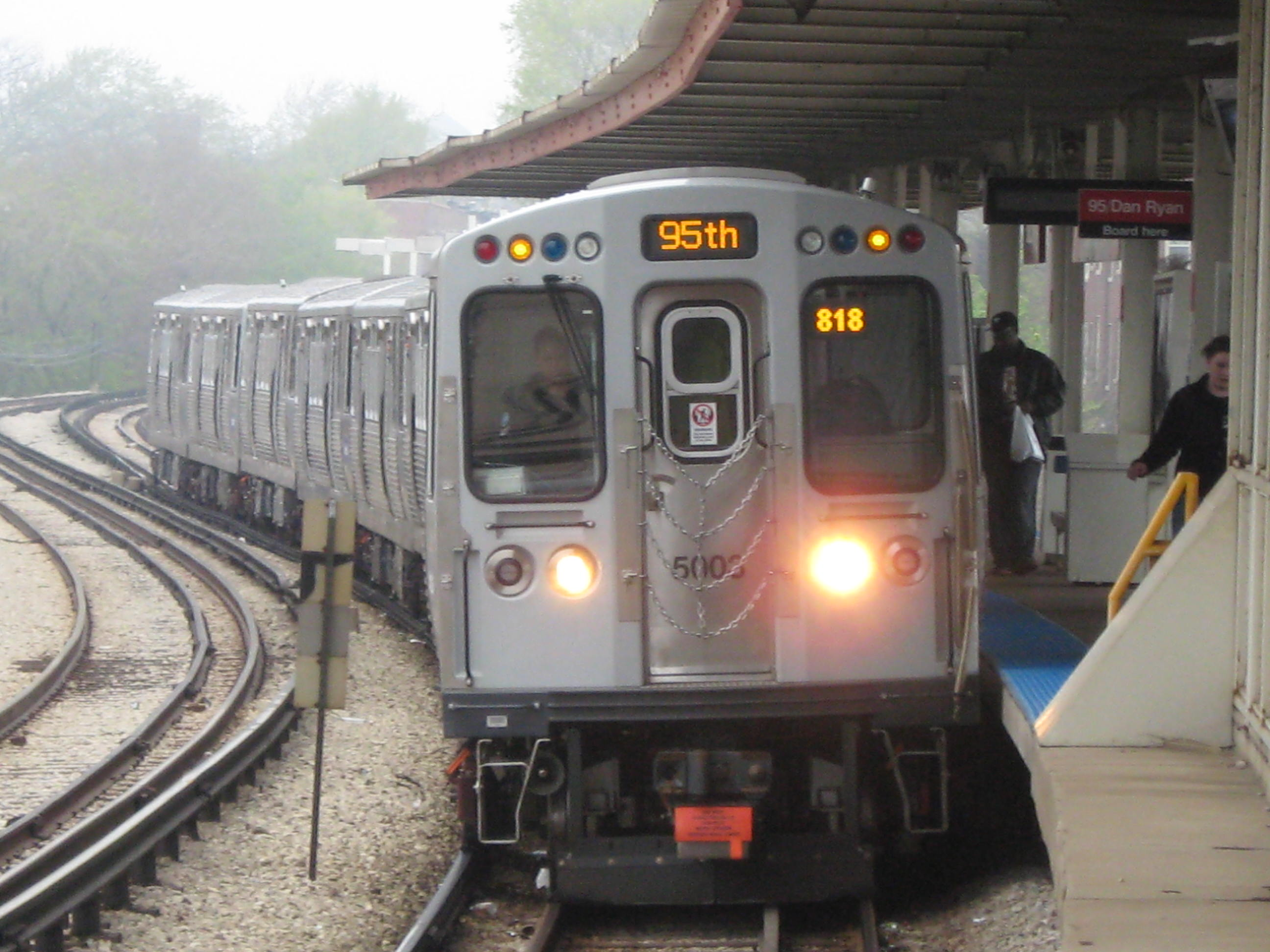
2009年より導入されたシカゴ交通局の5000系電車
アメリカの鉄道では最近の電車でもアンチクライマーが見受けられる

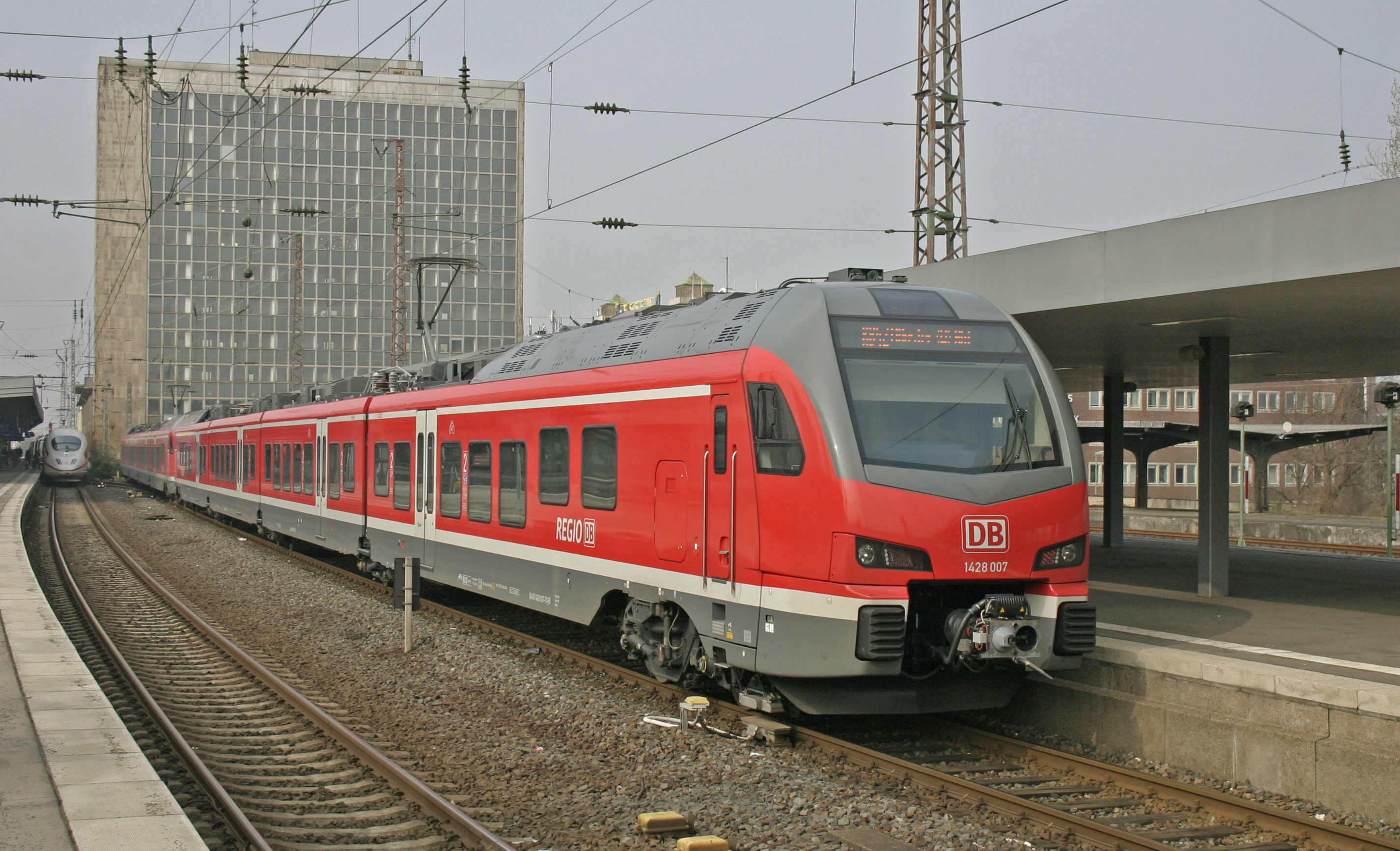
ドイツ鉄道の1428形電車（Flirt3）
欧州をはじめとした多くの国々では、EN 15227（欧州規格）に基づきアンチクライマーの設置が必須となりつつある。

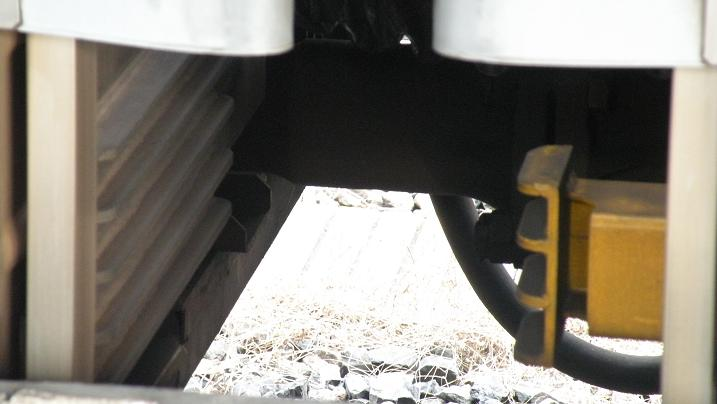
E531系電車のアンチクライマー

鉄道車両の車体が骨組みも含めて木製であった時代にアメリカでインターアーバンや路面電車などを中心として広く普及し、その影響下にあった日本でも私鉄、特に都市間高速電車などに普及した。
その名が示すとおり、本来は衝突事故時にアンチクライマー同士が噛み合うことで他車の台枠上に車体が乗り上げる現象を防ぎ、乗り上げた頑丈な台枠が乗り上げられた側の車体を破壊することを未然に防止する目的で装備していた。この他、障害物に衝突した際のバンパー的な役割を果たす目的で車両前面に装備している場合や、単に車両デザイン上の要請から装飾としての意味を持たせて装着している場合もある。
その目的から十分な強度を求められるため一体鋳鋼などによって製造され、部品重量が大きくなる傾向がある。そのため、保安設備が発達し、車両同士の衝突がほとんど起こらなくなった近年においては、車体軽量化を目的として採用例が減少している。
日本では、第二次世界大戦後すぐの時期に、ほぼ全車にアンチクライマーを装着していた近畿日本鉄道奈良線で起きた事故においてアンチクライマーを装着する電車同士で追突事故が発生、一方の車体がもう一方の車体床上に乗り上げて大破するという凄惨な情況を呈したことがあった。その後同社では2200系をはじめ装着車ほぼ全車で不要の装置としてアンチクライマーの撤去が実施されている。
JR東日本E531系電車においては、先頭車両と次位の車両の妻面に、緩衝機能付きのものが装着されている（緩衝機能は先頭車側に装備、編成替が行われた一部の車両を除く）。